# Síndrome de Fitz-Hugh-Curtis
La síndrome de Fitz-Hugh-Curtis, també coneguda com a perihepatitis, és una malaltia pelviana inflamatòria que afecta la càpsula hepàtica i el peritoneu adjacent, creant-hi adhesions. Entre les causes d'aquesta malaltia, hi ha infeccions pelvianes associades a malalties genitals per Chlamydia trachomatis o per Neisseria gonorrhoeae. Aquesta síndrome fou batejada pels metges Thomas Fitz-Hugh i Arthur Hale Curtis, els primers a informar-ne durant els anys 1930. Malgrat això, les adherències semblants a "cordes de violí" havien estat ja descrites de 1920 ençà, per Cario Stajano.
Tot i ser una malaltia infreqüent, és més comuna en dones joves, amb una incidència estimada de 27%.

## Etiologia
La síndrome de Fitz-Hugh-Curtis és una complicació de la malaltia pelviana inflamatòria (MPI). Hom ha proposat que els microorganismes que s'hi associen puguin accedir al fetge mitjançant alguna de les següents maneres:
1. Ascens infecciós espontani de la cèrvix uterina o de la vagina cap a l'endometri, a través de les trompes uterines i dins de la cavitat peritoneal.[7]
2. Difusió limfàtica, com en el cas d'una infecció parametrial causada per dispositius intrauterins.
3. Difusió hematògena, com en el cas de la tuberculosi.[8]